# 瓜実条虫
瓜実条虫（うりざねじょうちゅう、学名：Dipylidium caninum）は、ノミにより媒介される、犬や猫でよくみられる消化管内寄生虫の1種であり、条虫（いわゆるサナダムシ）の仲間。人獣共通感染症でもある。世界中に広く分布している。

## 形態
虫体は淡紅色から白色で、伸縮運動する。固着器官として4つの吸盤と長吻状で出し入れが自由な額嘴、およびそれを取り巻く、それぞれ40〜60本からなる鉤の列を3〜4例持つ。
虫体の全長は15〜80cmに達し、片節数は100個を超える場合もあるが、多数寄生の場合は小型の虫体が多い。成熟片節および受胎片節は縦長で、中央部分が膨らんだキュウリの種あるいは米粒のような外観になる。成熟片節にはそれぞれ雌雄の生殖器が1組ずつ備わる。成熟片節の子宮は網状であるが、その後受胎片節で多数の子宮嚢に分かれる。各子宮嚢は卵嚢を含む。各卵嚢には3〜20個の虫卵を入れる、虫卵の大きさは31〜50×27〜53μmで、内部に六鉤幼虫がみられる。

## 生活環
終宿主の糞便とともに排出された虫卵、卵嚢を中間宿主が摂食することにより伝搬する。中間宿主はイヌノミ、ネコノミ、ヒトノミおよびイヌハジラミで、ノミの幼虫に摂取された虫卵は血体腔において発育し、2〜4週間後には感染能のある成熟シスチセルコイド（擬嚢尾虫）となる。
シスチセルコイドはノミの成長とともに発育し、ノミが成虫になったとき成熟する。終宿主となる犬、猫への感染は、ノミやハジラミごと摂食されることによる。
シスチセルコイドは犬、猫の小腸に定着し、その後ストロビラを形成、感染後21〜28日で受胎片節を排出するようになる。排泄された片節は最大で1.2cmにもなり、活発に収縮運動を行い便表面を動き回りながら卵嚢を放出する。

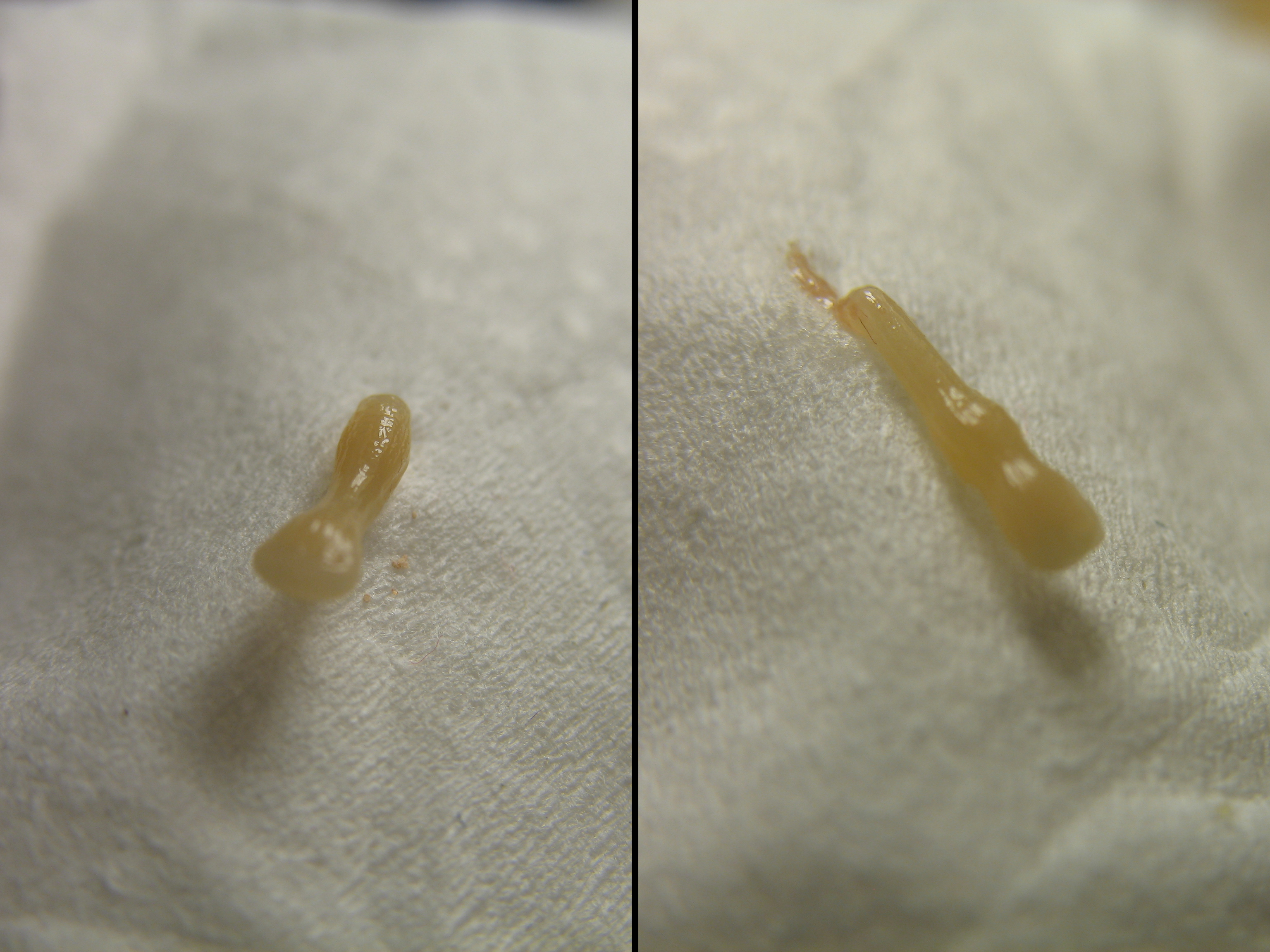
動き回る瓜実条虫の片節

## ヒトへの感染
まれに人体感染（主に幼児）が起こるため人獣共通感染症であるが、犬から直接ヒトに感染することはない。ヒトへの感染も中間宿主であるノミやハジラミの摂食による。

## 症状
感染した犬猫はほとんど無症状だが，多数の瓜実条虫に寄生された場合は下痢や体重減少、削痩、食欲の異常亢進、痙攣、てんかん様発作、出血性腸炎などがみられることがある．また、片節が肛門から排泄される時に動物は痒みを覚えるため、しきりに肛門周囲を気にし、擦りつけ行動や脱毛がみられることがある。
ヒトの幼児でも基本的には無症状だが、オムツの中に片節が発見されたり、機嫌が悪くなることがある。まれに下痢・腹痛などがみられる。

## 診断
糞便中の片節の有無、もしくは卵嚢・虫卵の検出により診断する。虫卵は卵嚢に包まれ、鑑別には3〜20個の虫卵を含む卵嚢が指標となる。

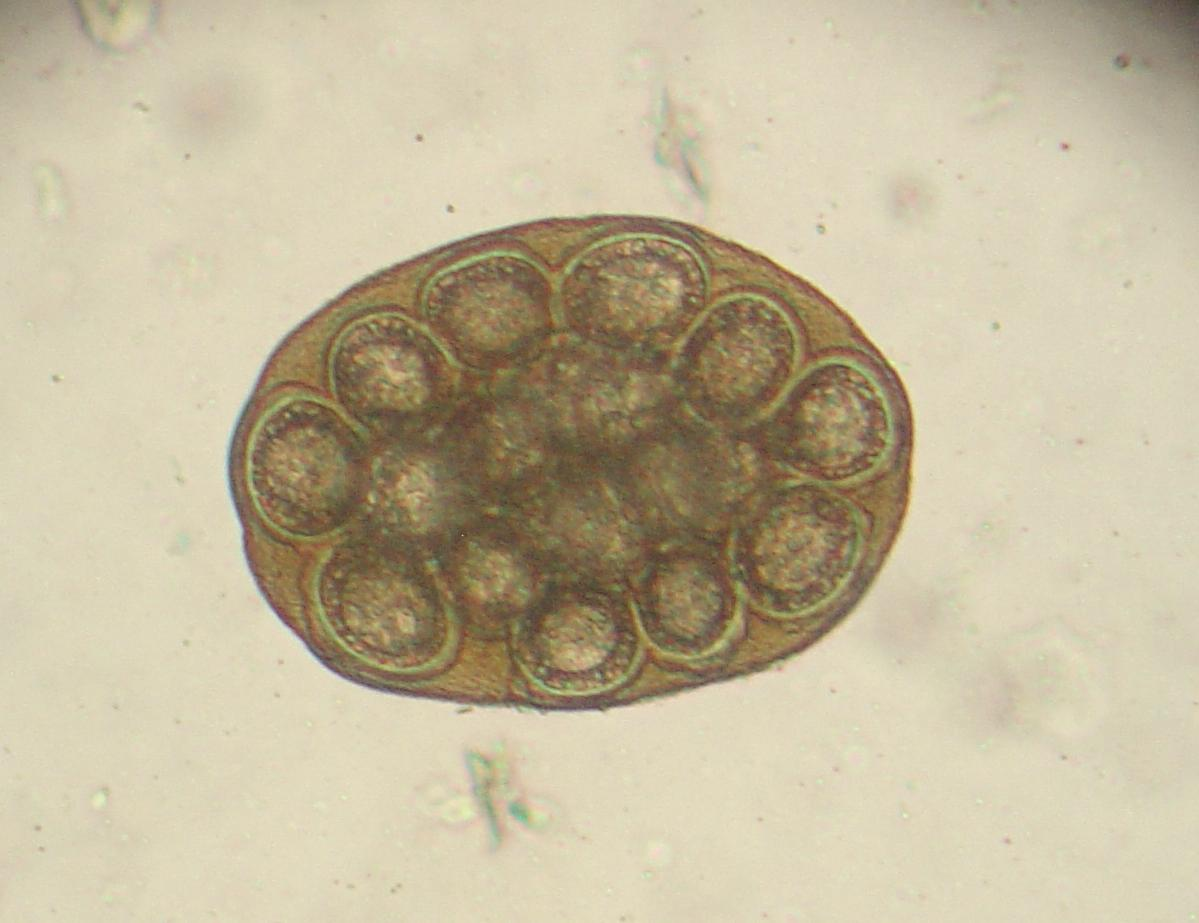
瓜実条虫の卵嚢

糞便への片節や虫卵の排出数は変動があるので、複数回検査する必要がある。

## 治療と予防
他の条虫同様、治療にはプラジカンテルやフェンベンダゾールなどが用いられる。
本寄生虫の予防にはノミ、ハジラミ等中間宿主の対応が重要であり、犬や猫への殺虫剤処置だけではなく、犬や猫の生育環境（寝床など）の清掃も必要となる。
また、犬や猫に寄生しているノミを不用意に手で潰すなどすると、ノミ体内のシスチセルコイドが飛散することがあるため、注意しなければならない。